# Reservatet (TV-serie)
Reservatet är en dansk thriller- dramaserie som hade premiär på Netflix den 15 maj 2025. Serien består av sex avsnitt och är skapad av Ingeborg Topsøe och regisserad av Peter Fly.

## Handling
Serien handlar om den unge, filippinska au pairen Ruby, som försvinner i ett av Danmarks mest välbärgade kvarter. Grannen, Cecilie, är övertygad om att något har hänt henne, och Angel (Ceciles au pair) försöker ta reda på sanningen om de rykten som florerar bland områdets många au pairs.

## Rollista (i urval)
- Marie Bach Hansen – Cecilie
- Excel Busano – Angel
- Donna Levkovski – Ruby
- Simon Sears – Mike
- Danica Curcic – Katarina
- Lars Ranthe – Rasmus
- Sara Fanta Traore – Aicha
- Henrik Prip – Aichas chef